# Động dục ẩn
Động dục ẩn (hidden estrus) hoặc rụng trứng ẩn (Concealed ovulation) là hiện tượng xảy ra trong một loài thể hiện qua việc không có bất kỳ thay đổi rõ rệt nào ở một con vật giống cái trưởng thành (ví dụ, sự thay đổi về ngoại hình hoặc mùi hương) khi nó có khả năng sinh sản và gần đến kỳ rụng trứng. Các con vật giống cái của con người (phụ nữ, nữ giới) và một vài loài khác trải qua giai đoạn động dục ẩn hay phát dục kín với chỉ có một vài dấu hiệu sơ sài bên ngoài, khiến người bạn đời khó có thể suy luận một cách có ý thức, chỉ bằng các dấu hiệu bên ngoài, dù phụ nữ có ở trong giai đoạn rụng trứng hay không. Trái ngược với nó, những loài có hiện tượng động dục phát ra bên ngoài (phát dục) sẽ có những thay đổi cơ thể có thể dễ dàng nhận thấy như là sưng và đỏ (sưng tấy) bộ phận sinh dục ở khỉ đầu chó và tinh tinh lùn (vượng bonobo), hay việc tỏa ra, phảng phất mùi Pheromone các các loài giống cái trong họ nhà mèo.

## Ở người
Ở người, đỉnh sinh sản của một phụ nữ trưởng thành trong vài ngày trong mỗi chu kỳ gần như hàng tháng. Tần suất và thời gian sinh sản (thời gian phụ nữ có thể mang thai) rất khác nhau giữa phụ nữ và có thể thay đổi một chút cho mỗi phụ nữ trong suốt vòng đời của cô ấy. Con người được coi là sinh vật rụng trứng ẩn vì không có dấu hiệu sinh lý bên ngoài, cho bản thân người phụ nữ hoặc người khác, sự rụng trứng, hoặc khả năng sinh sản, đang xảy ra. Kiến thức về chu kỳ sinh sản, học được qua kinh nghiệm hoặc từ các giáo dục, có thể cho phép người phụ nữ ước tính mức sinh của chính mình tại một thời điểm nhất định (nhận thức về khả năng sinh sản). Cho dù những người khác, đặc biệt là bạn tình, có thể phát hiện khả năng sinh sản ở phụ nữ thông qua các dấu hiệu sinh học vô hình hoặc hành vi đang được tranh luận.
Các nhà khoa học và giáo dân quan tâm đến câu hỏi này vì nó có ý nghĩa đối với hành vi xã hội của con người và về mặt lý thuyết có thể đưa ra những giải thích sinh học cho một số hành vi tình dục của con người. Tuy nhiên, khoa học ở đây còn yếu, do số lượng nghiên cứu tương đối ít. Một nhóm tác giả đã đưa ra giả thuyết rằng sự rụng trứng kín và kinh nguyệt là những yếu tố chính trong sự phát triển của văn hóa biểu tượng trong xã hội loài người sơ khai. Một số nghiên cứu nhỏ đã phát hiện ra rằng phụ nữ dễ sinh có vẻ hấp dẫn đàn ông hơn phụ nữ trong thời kỳ vô sinh của chu kỳ kinh nguyệt hoặc phụ nữ sử dụng biện pháp tránh thai nội tiết tố và thường biểu hiện qua làn da. Cũng có ý kiến cho rằng giọng nói của phụ nữ có thể trở nên hấp dẫn hơn đối với đàn ông trong thời gian này.
Hai nghiên cứu nhỏ về các cặp vợ chồng một vợ một chồng cho thấy phụ nữ bắt đầu quan hệ tình dục thường xuyên hơn khi có khả năng sinh sản, nhưng quan hệ tình dục do nam bắt đầu xảy ra với tốc độ không đổi, không liên quan đến giai đoạn chu kỳ kinh nguyệt của phụ nữ. Có thể là nhận thức của phụ nữ về tín hiệu tán tỉnh của đàn ông tăng lên trong giai đoạn dễ thụ thai của cô ấy do nhận thức khứu giác tăng cường về các hóa chất đặc biệt có trong mùi cơ thể đàn ông. Những phát hiện về sự khác biệt trong quan hệ tình dục do phụ nữ khởi xướng so với nam giới có khả năng là do nhận thức tiềm thức của người phụ nữ về chu kỳ rụng trứng của cô ấy (vì sự thay đổi nội tiết tố khiến cô ấy cảm thấy tăng ham muốn tình dục), trái ngược với việc người đàn ông không thể phát hiện việc rụng trứng mà chỉ phán đoán nhờ vào các yếu tố khác.